# Präsidentschaftswahl in den Vereinigten Staaten 1936
Die Präsidentschaftswahl 1936 fand im achten Jahr der Großen Depression statt. Der amtierende Präsident Franklin D. Roosevelt arbeitete noch immer daran, die Maßnahmen seiner New Deal genannten Wirtschaftspolitik durch- und umzusetzen. Roosevelt gewann die Wahl am 3. November überwältigend; die meisten Amerikaner waren der Ansicht, dass die Konzepte Roosevelts die Situation eher verbessern würden als die einer neuen republikanischen Regierung.
Es war der bis dato höchste Sieg der Demokratischen Partei im Popular Vote, wobei Roosevelt auf 60,8 Prozent der Stimmen kam. Nur bei der Wahl von 1964 konnte Lyndon B. Johnson dieses Ergebnis (61,1 Prozent) noch übertreffen. Im entscheidenden Wahlmännergremium war es der höchste Sieg überhaupt, so errang Roosevelt dort 523 Stimmen, während sein Gegenkandidat Alf Landon nur auf acht kam. Der Republikaner hatte lediglich in den beiden Neuengland-Staaten Vermont und Maine eine Mehrheit der Stimmen erzielen können.

## Ausgangslage
Bei der vorangehenden Wahl im Jahr 1932 besiegte der demokratische Kandidat Franklin D. Roosevelt den republikanischen Amtsinhaber Herbert Hoover. Sein Amtsantritt 1933 beendete eine zwölfjährige Periode republikanischer Präsidenten. Auch im Kongress sicherten sich die Demokraten klare Mehrheiten, die sie auch nach den Zwischenwahlen 1934 ohne Probleme hielten und sogar ausbauten. Üblicherweise verliert eine amtierende Regierung bei den „Midterms“ Stimmen und Sitze. Nach 1934 sollte es nur 1998, 2002 und 2022 einer amtierenden Regierung gelingen, Sitze in einer der beiden Kammern auf Bundesebene hinzuzugewinnen. Roosevelts überaus deutlicher Sieg war im Wesentlichen der seit dem Börsencrash 1929 andauernden Great Depression geschuldet. Hoover und seiner Regierung war es nicht gelungen, das Land aus der schweren Wirtschaftskrise zu führen. Die Demokraten unter Roosevelt hingegen versprachen neue Hoffnung auf eine bessere Zukunft. In seiner ersten Amtszeit setzte der Präsident umfassende Reformen unter dem Schlagwort New Deal um. Neben der Einführung einer Sozialversicherung wurden weitreichende Regulierungen (vor allem im Finanzsektor) durchgesetzt. Infolge dieser Politik verbesserte sich die ökonomische Lage und die Arbeitslosigkeit ging durch eine Reihe öffentlicher Beschäftigungsprogramme zurück. Dennoch blieb ein größerer Aufschwung bislang aus.

## Kandidaten

### Demokraten
Demokratische Kandidaten: 

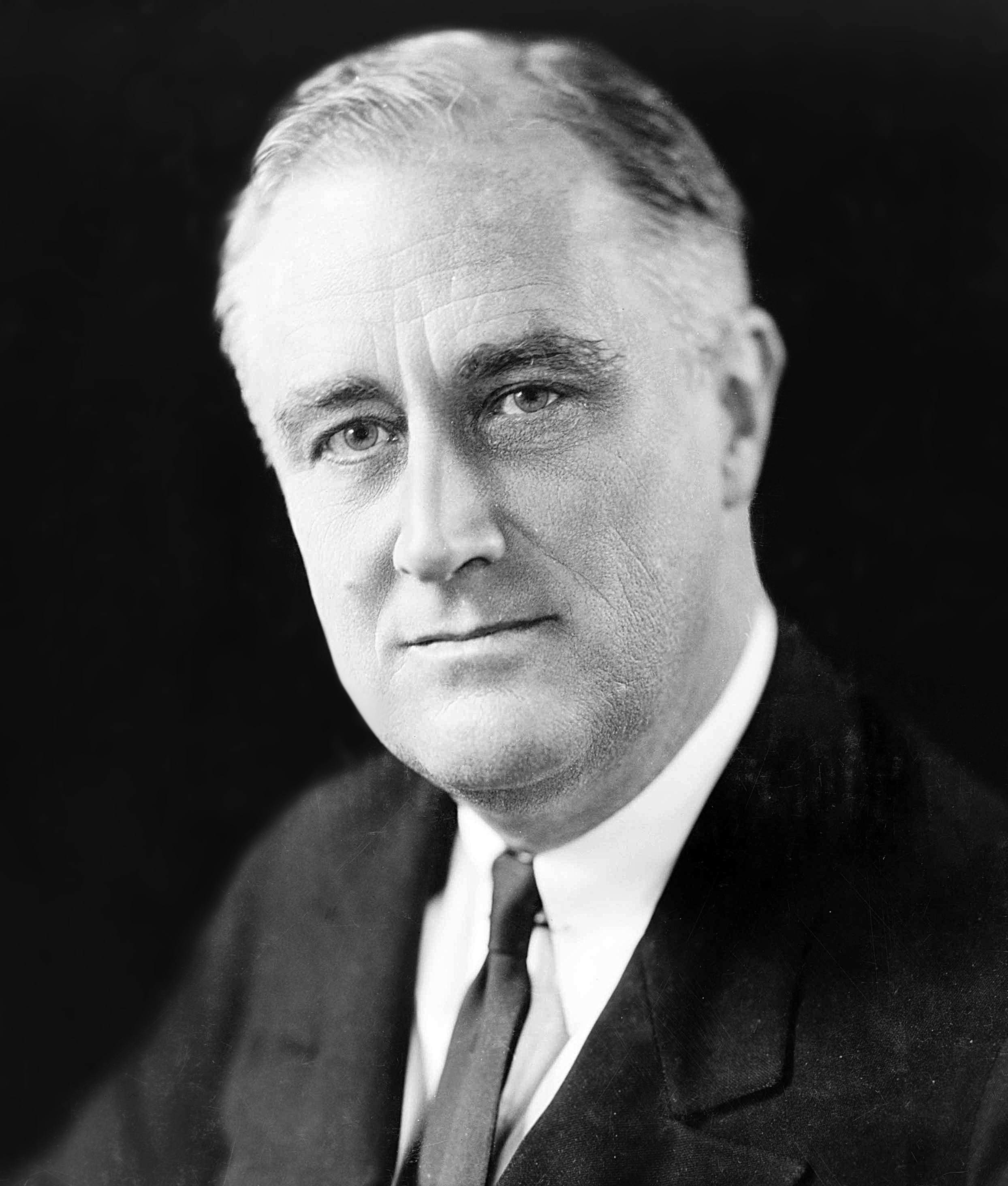
Präsident Franklin D. Roosevelt
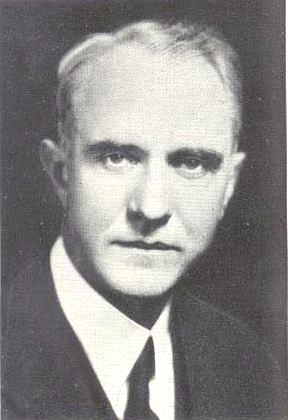
Ehemaliger Staatssekretär im Kriegsministerium Henry Breckinridge

In den wenigen Bundesstaaten, die 1936 Primaries abhielten, forderte der frühere Staatssekretär im Kriegsministerium Henry Breckinridge, ein Kritiker des New Deal, den Amtsinhaber heraus. Seiner Kampagne war jedoch gegen den populären Präsidenten keinen Erfolg beschieden. Insgesamt sicherte sich Roosevelt, ohne einen Vorwahlkampf zu betreiben, 93 % der Stimmen.
Die demokratische Convention wurde in Philadelphia, Pennsylvania abgehalten und Präsident Roosevelt sowie sein Vizepräsident John Nance Garner wurden einstimmig nominiert.

### Republikaner
Republikanische Kandidaten:

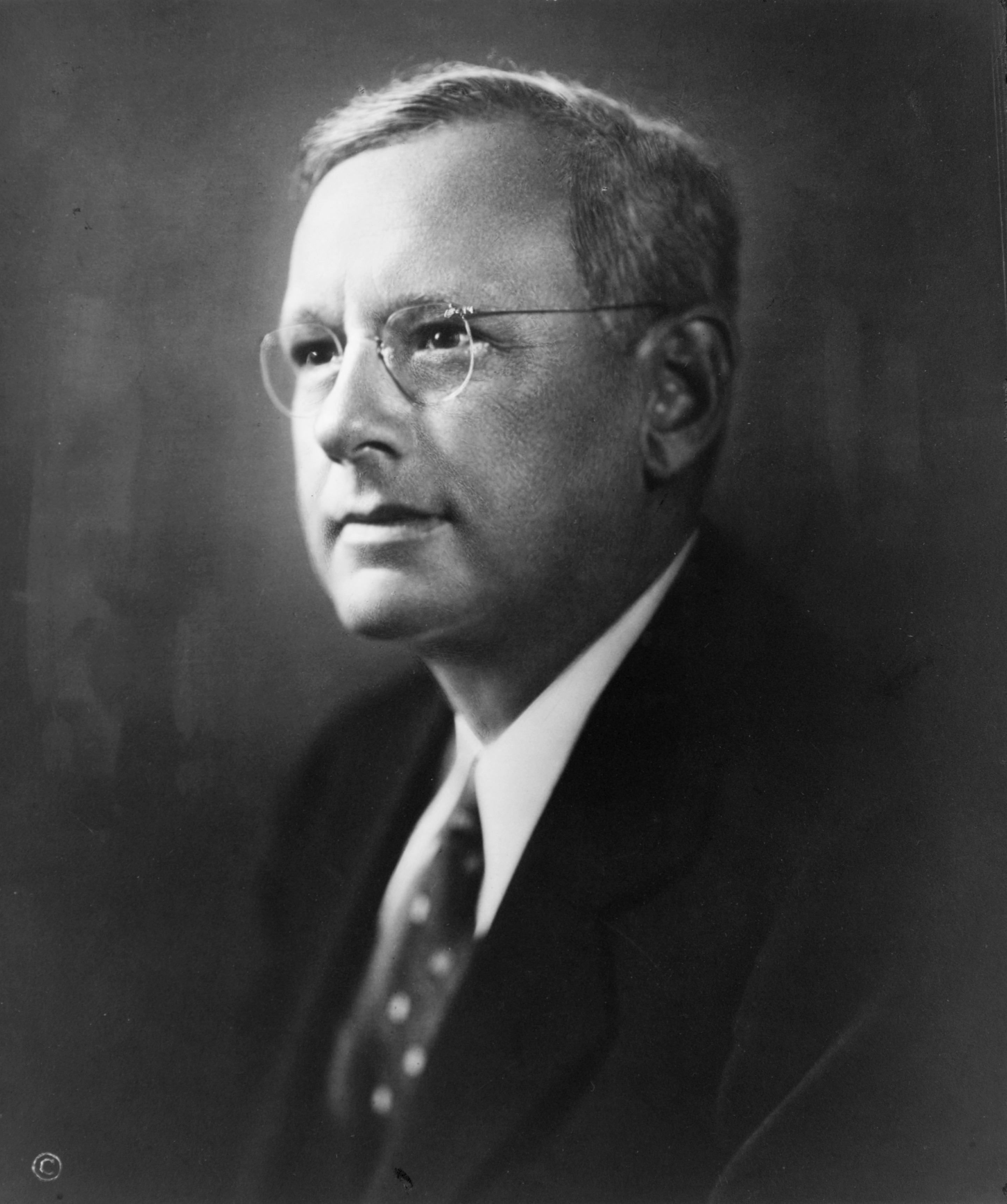
Gouverneur von Kansas Alf Landon
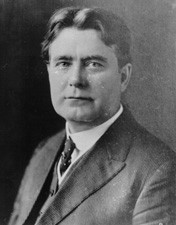
Senator William Borah aus Idaho
Publizist Frank Knox

Die Convention der Republikaner in Cleveland, Ohio nominierte Alf Landon aus Kansas als Präsidentschaftskandidaten und Frank Knox als seinen Running Mate. Landon vertrat ein Programm der Mitte, indem er akzeptierte, dass die Regierung notwendigerweise in die Wirtschaft einzugreifen habe, und positionierte sich gegen das sogenannte big business. Er vertrat jedoch die Meinung, dass der New Deal unbrauchbar und eine Zeitverschwendung sei.

### Sonstige
Als weitere Kandidaten traten der Kongressabgeordnete William Lemke für die neu gegründeten Unionisten an; der Sozialist Norman Thomas versuchte sich nach 1932 ein zweites Mal und Earl Browder trat zum ersten Mal für die Kommunisten an. All diese Kandidaten blieben chancenlos. Sie erreichten weniger als 5 % des popular vote und keine Stimmen im Wahlmännergremium. 
Wesentlich chancenreicher wäre unter Umständen Huey Long, der populäre Gouverneur von Louisiana, gewesen, der ebenfalls eine Kandidatur ins Auge gefasst hatte, aber im September 1935 einem Attentat zum Opfer gefallen war.

## Wahlkampf

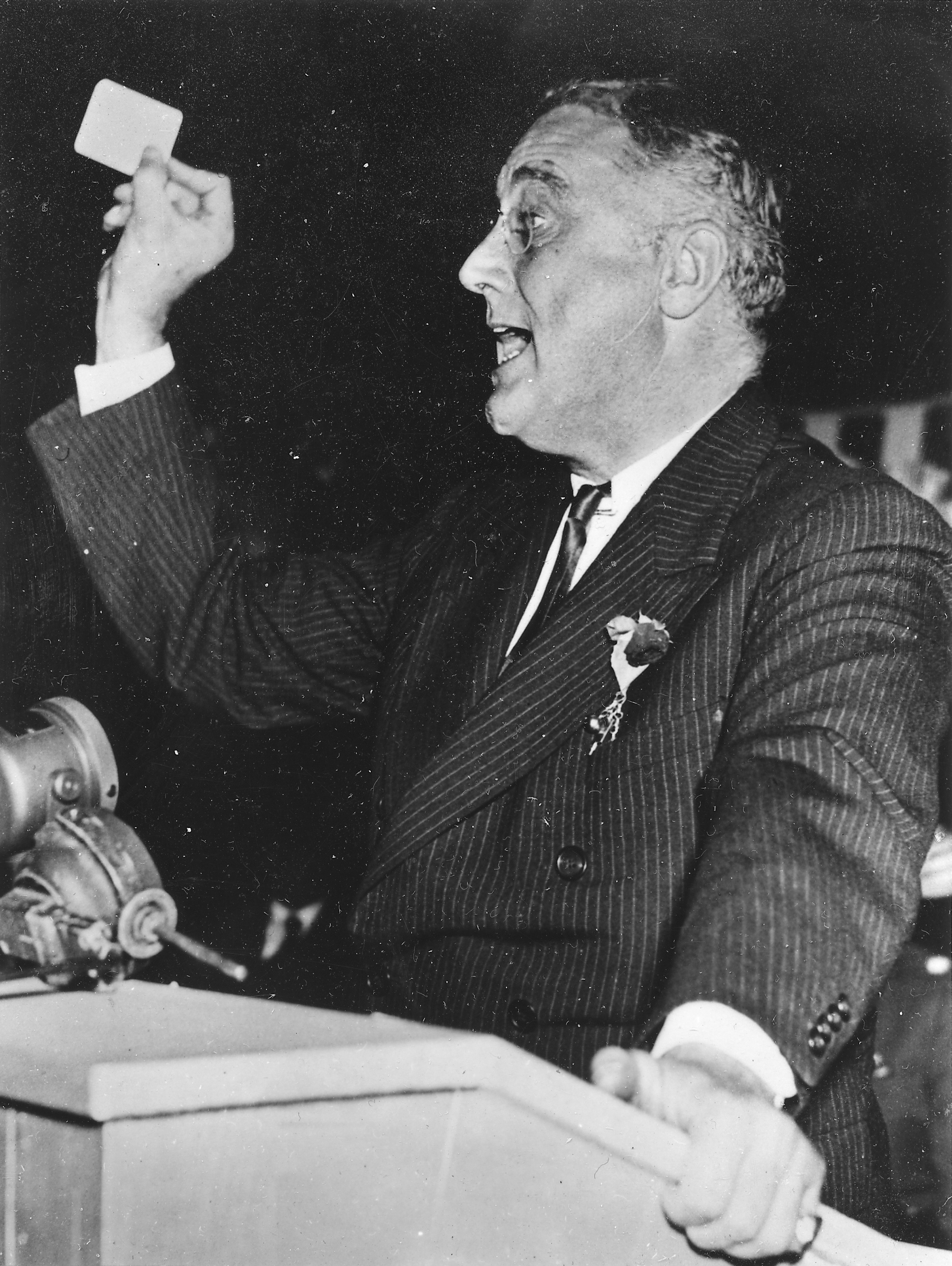
Präsident Roosevelt bei einer Rede im Wahlkampf 1936

Roosevelt warb im Wahlkampf für eine Fortsetzung seines New Deal. Landon, ein gemäßigter Republikaner, lehnte den New Deal als Ganzes nicht ab, prangerte aber eine aus seiner Sicht zu große Bürokratie an. Der Amtsinhaber attackierte die Republikaner dennoch scharf und warf ihnen vor, seine Reformen zurückdrehen zu wollen. Außerdem porträtierte er die Opposition als nicht vertrauenswürdig, indem er republikanischen Politikern durch ihre Politik der wirtschaftlichen Deregulierung eine Mitschuld an der Krise gab.

## Ergebnis

Ergebnisse nach Countys: Blaue Countys wurden von Roosevelt gewonnen, rot unterlegte von Landon. Je kräftiger die jeweilige Farbe, desto größer der Vorsprung an Stimmen

Meinungsumfragen sagten irrtümlicherweise zunächst entweder ein knappes Wahlergebnis oder sogar einen deutlichen Sieg Landons voraus (Literary-Digest-Desaster), doch am Wahltag, dem 3. November 1936, siegte Roosevelt erdrutschartig. Er vereinte 60,8 % der Stimmen auf sich; für Landon hatten 36,5 % der Wähler votiert. Er gewann in 46 der 48 Bundesstaaten, lediglich in Maine und Vermont errang der republikanische Herausforderer eine Mehrheit. Damit entfielen 523 Wahlmänner auf Roosevelt und nur acht auf Landon. Das entsprach einem Anteil von 98,49 %; es ist bis heute das viertbeste Ergebnis im Electoral College. Nur George Washington 1789 und 1793 sowie James Monroe 1820 konnten alle Staaten gewinnen. Washington erhielt jeweils alle abgegebenen Wahlmännerstimmen, bei Monroe gab es einen Faithless elector. Auch der Stimmenanteil in der Bevölkerung war das bis dato beste Resultat bei einer Präsidentschaftswahl. Seither konnte lediglich Lyndon B. Johnson dieses Ergebnis mit 61,1 % im Jahr 1964 noch knapp übertreffen. Im Kongress bauten die Demokraten ihre Dominanz noch mehr aus; seit dem Bürgerkrieg hatte keiner Partei mehr über derart große Mehrheiten verfügt. Gemeinsam mit den Wahlen 1964 gilt diese Wahl als größter Triumph der Demokratischen Partei bei einer landesweiten Wahl.
Seine Wiederwahl verdankte Roosevelt einer breiten Zustimmung aus verschiedenen Bevölkerungsgruppen, was lange Zeit als New Deal Coalition bezeichnet wurde. Diese setzte sich zusammen aus traditionell liberalen und linksliberalen Kräften, Kleinbauern, der Großstadtbevölkerung, Gewerkschaften, jüdischer Gemeinden und Afroamerikanern aus den Nordstaaten (jene aus den Südstaaten waren durch bundesstaatliche Gesetzgebungen meist vom Wählen ausgeschlossen). Auch der mehrheitlich konservative Süden, traditionell eine Hochburg der Demokraten (was sich später umkehrte), stimmte geschlossen für ihn. Der Präsident wertete das Wahlergebnis als Mandat für die Fortsetzung des New Deals und seiner progressiven Politik.
| Kandidat              | Partei | Partei       | Stimmen    | Stimmen | Wahlmänner |
| Kandidat              | Partei | Partei       | Anzahl     | Prozent | Wahlmänner |
| --------------------- | ------ | ------------ | ---------- | ------- | ---------- |
| Franklin D. Roosevelt |        | Demokrat     | 27.752.648 | 60,8 %  | 523        |
| Alf Landon            |        | Republikaner | 16.681.862 | 36,5 %  | 8          |
| William Lemke         |        | Unionist     | 892.378    | 2,0 %   | —          |
| Norman Thomas         |        | Sozialist    | 187.910    | 0,4 %   | —          |
| Earl Browder          |        | Kommunist    | 79.315     | 0,2 %   | —          |
| Andere                | Andere | Andere       | 53.586     | 0,1 %   | —          |
| Gesamt                | Gesamt | Gesamt       | 45.647.699 | 100 %   | 531        |

266 Stimmen waren für die Wahl zum Präsidenten notwendig.